# میچی باتشوایی
میچی باتشوایی-آتونگا (فرانسوی: Michy Batshuayi-Atunga‎؛ زادهٔ ۲ اکتبر ۱۹۹۳) بازیکن فوتبال اهل بلژیک است که برای باشگاه فوتبال گالاتاسرای در سوپر لیگ ترکیه بازی می‌کند.او اغلب به عنوان یکی از گلزن ترین بازیکنان بلژیکی شناخته می شود.
وی دوران حرفه‌ای خود را در سال ۲۰۱۱ و از استاندارد لیژ بلژیک شروع کرد، درحالی که ۴۴ گل در ۱۲۰ بازی در تمامی رقابت‌ها به ثمر رساند. ۲۱ گلی که در فصل ۱۴–۲۰۱۳ به ثمر رساند او را به دومین گلزن برتر لیگ برتر بلژیک تبدیل کرد. او سپس به باشگاه المپیک مارسی با ارزش چهار ونیم میلیون پوند انتقال یافت و به آنها کمک کرد تا به قهرمانی جام حذفی فوتبال فرانسه دست یابند. در ژوئیه ۲۰۱۶ با قراردادی به ارزش ۳۳ میلیون پوند به باشگاه چلسی پیوست و در اولین بازی فصل‌اش گل قهرمانی چلسی را در لیگ برتر فوتبال انگلستان ۱۷–۲۰۱۶ به ثمر رساند.
او اولین بازی‌ملی خود را برای بلژیک در مارس ۲۰۱۵ مقابل تیم ملی قبرس به ثمر رساند. باشگاه‌هایی که در آن بازی کرده‌است می‌توان به استاندارد لیژ، مارسی، چلسی، بروسیا دورتموند، والنسیا و کریستال پالاس اشاره کرد.